# Scuola Grande di San Fantin
La Scuola Grande di San Fantin o Scuola di San Girolamo, sede dell'Ateneo Veneto di Scienze, Lettere ed Arti è un palazzo di Venezia, ubicato nel sestiere di San Marco, in Campo San Fantin, dove sorgono l'omonima chiesa e il Teatro la Fenice.

## Storia

### La Scuola
L'edificio risale al periodo compreso tra 1592 e 1600, progetto di Antonio e Tommaso Contin e Alessandro Vittoria per ospitare una scuola formatasi nel Quattrocento a partire da due confraternite: Santa Maria della Consolazione e San Girolamo. Trovando sede presso San Fantin, la scuola ne assunse il nome, specializzandosi nel compito di dare gli ultimi conforti ai condannati a morte: perciò veniva detta anche "Scuola della Buona Morte" o dei Picai (veneziano per "degli impiccati").
La scuola è attiva fino al primo decennio dell'Ottocento, quando subisce le repressioni napoleoniche, che ne decretano la chiusura; è allora che molte opere contenute nella cappella della scuola (attuale Aula Magna) vengono disperse o trasferite, come le statue che oggi hanno sede alla Basilica dei Santi Giovanni e Paolo.

### L'Ateneo Veneto
Il 12 gennaio 1812 nasce l'Ateneo Veneto di Scienze, Lettere ed Arti (in forza del decreto napoleonico del 25 gennaio 1810), dalla fusione della Società Veneta di Medicina, dell'Accademia dei Filareti e dell'Accademia Veneta Letteraria.
Leopoldo Cicognara fu il primo presidente; tra i soci sono seguiti, nel tempo, nomi altrettanto illustri del mondo politico, culturale e artistico quali Daniele Manin, Nicolò Tommaseo, Pietro Paleocapa, Giacinto Gallina, Alessandro Manzoni, Antonio Fogazzaro, Diego Valeri, Albino Luciani, Mario Rigoni Stern, Andrea Zanzotto, Carlo Rubbia.
Centro di riferimento della borghesia veneziana fin dal Risorgimento, all'Ateneo Veneto Niccolò Tommaseo, il 30 dicembre 1847, pronuncia il famoso discorso contro la censura austriaca che infiammerà gli animi dei veneziani e farà scattare la scintilla dei Moti del 1848. 
L'Ateneo Veneto continua a svolgere le proprie attività nella Scuola di San Fantin, con eventi che coinvolgono la storia, la storia dell'arte, la musica, la medicina, il cinema, il teatro, l'economia, l'architettura, l'archeologia, la letteratura, l'oreficeria.
L'Ateneo Veneto promuove il premio "Pietro Torta" per il restauro architettonico; il premio "Achille e Laura Gorlato" sulla storia delle Venezia e dell'Istria; il premio "Maria Cavallarin" sulla Dalmazia.

## Descrizione

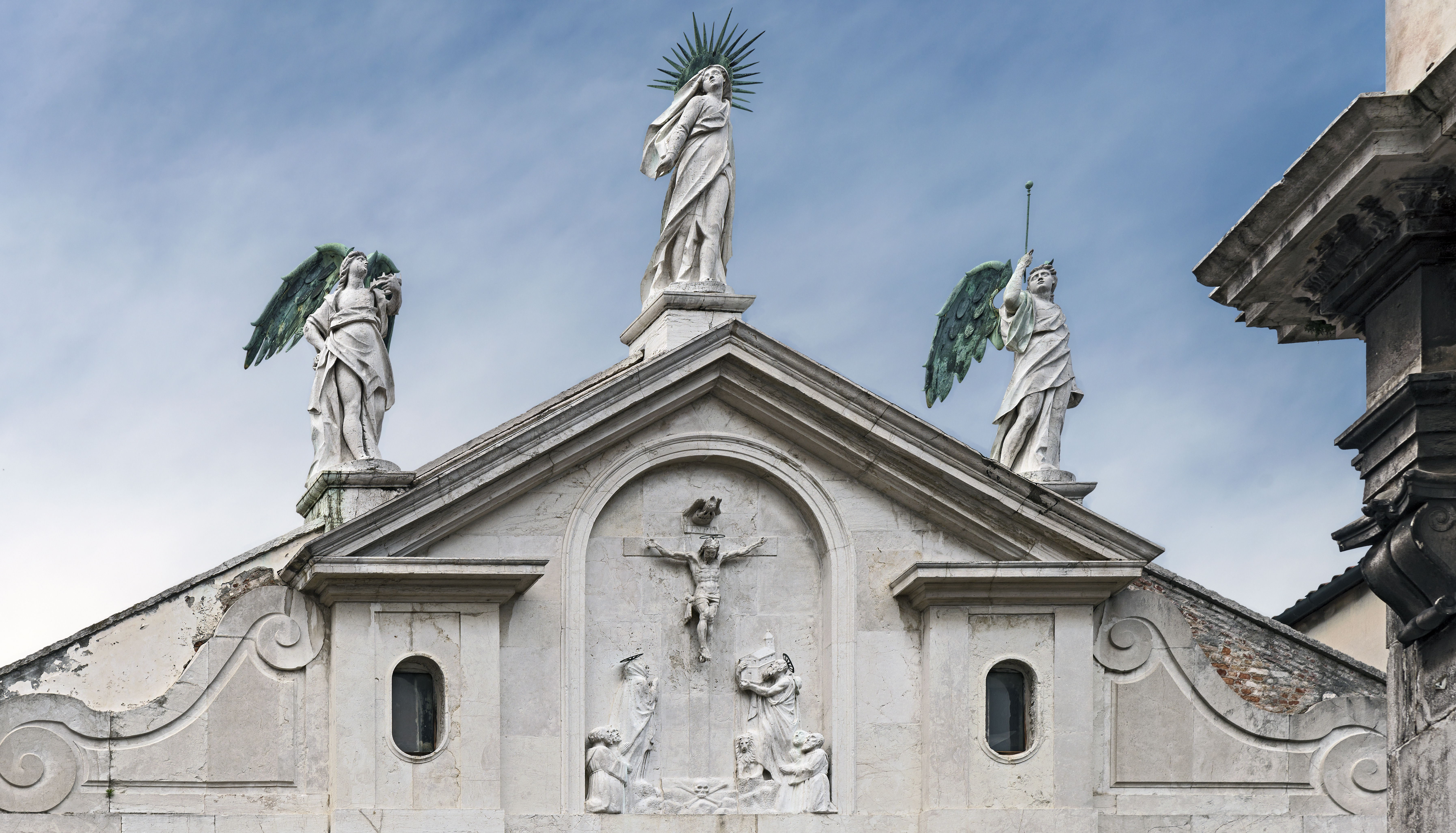
Frontone, statue e nicchia col Cristo crocifisso

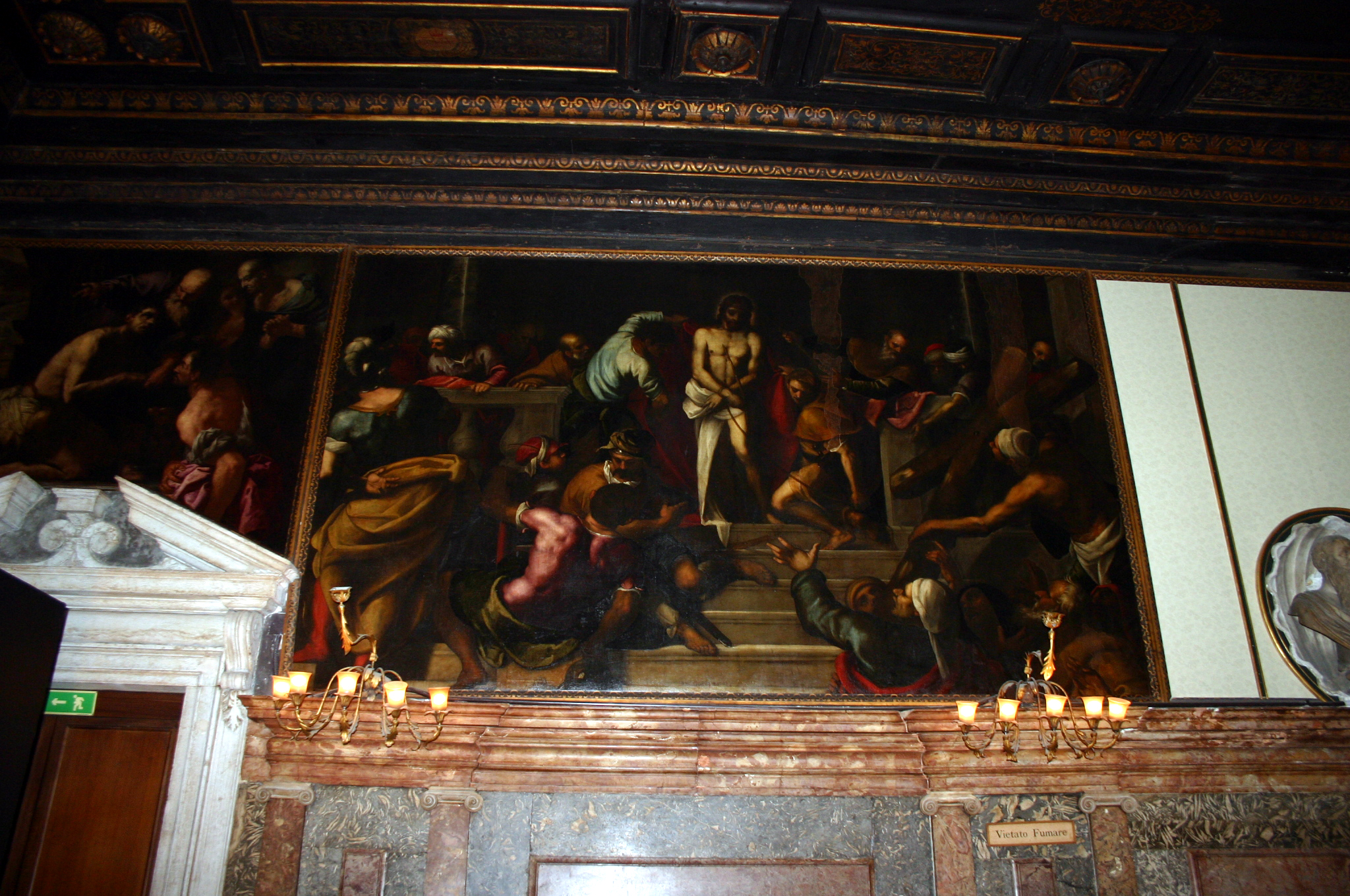
LEcce Homo di Baldassarre d'Anna in Aula Magna

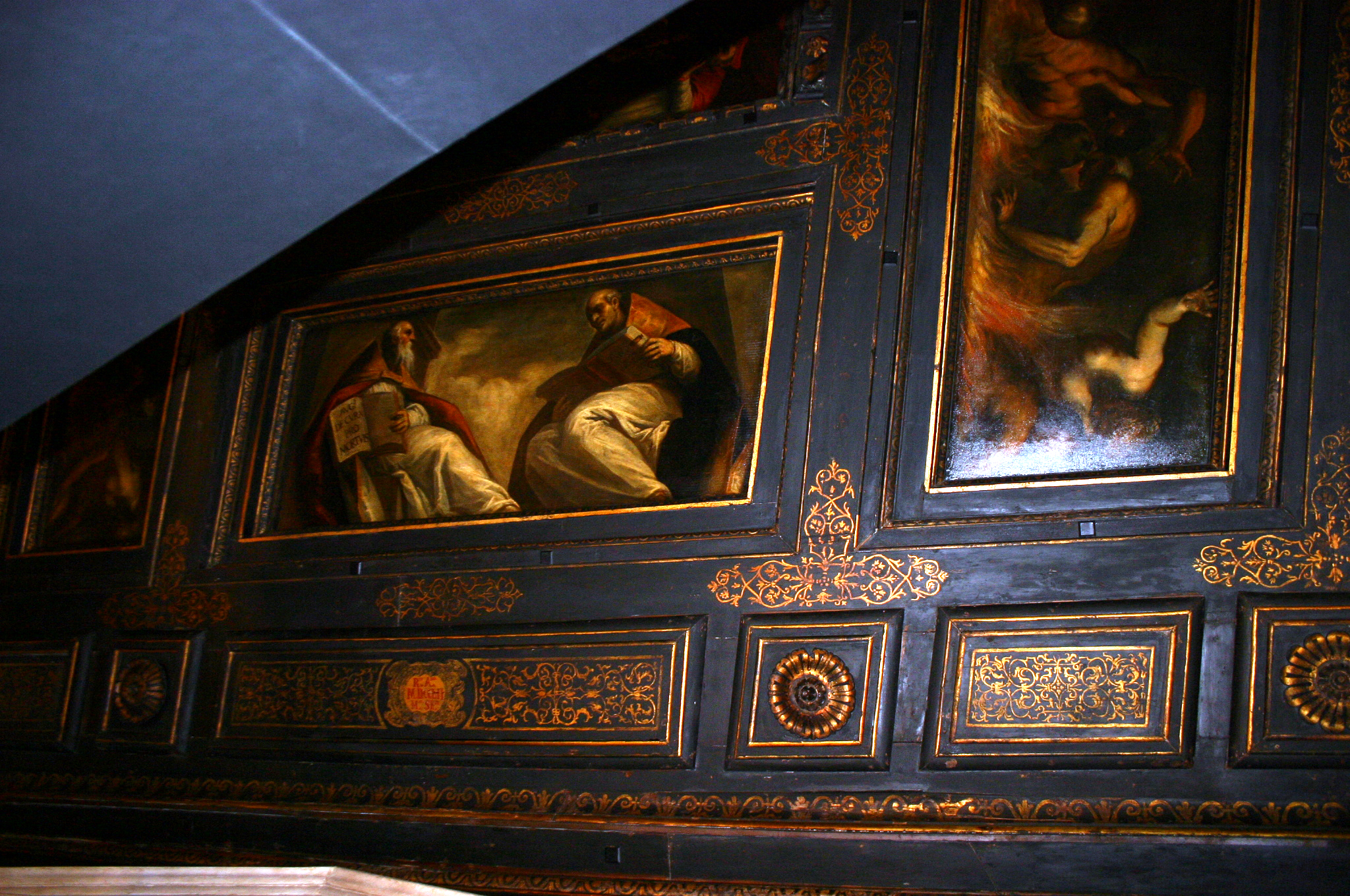
Opere di Palma il Giovane in Aula Magna

### Esterni
La scuola si presenta come un elegante edificio a due piani, con una grande facciata a capanna che risente degli influssi dell'architettura tardo cinquecentesca.
In alto il grande frontone a base rotta, si interseca con una spaziosa nicchia contenente in rilievo e bassorilievo la figura di Cristo crocifisso. Sopra, tre sculture decorano la facciata in corrispondenza degli angoli del frontone: ai lati due angeli, al centro al Vergine Maria.
La forometria della facciata è costituita principalmente da sei aperture, inserite in un disegno perfettamente simmetrico: il portale rettangolare al centro e cinque grandi monofore a tutto sesto sovrastate da timpano sostenuto da colonnine e divise da coppie di semicolonne, terminanti in architrave al primo piano e in marcapiano al pian terreno.
Esistono delle differenze stilistiche tra i due livelli della facciata: le colonne del piano terra sono di ordine ionico, quelle del piano superiore di ordine corinzio; inoltre la maggiore decoratività dei timpani e l'aggiunta di balaustre distinguono le aperture del primo piano dalle altre.

### Interni
All'interno vi sono numerose stanze di rilevanza storico-artistica.
Aula Magna
Le tele di grandi dimensioni dell'Aula Magna, l'ambiente principale dell'Ateneo Veneto che ospitava ai tempi della Scuola di San Fantin l'ampia cappella, sono luogo di molti tesori.
Opere di Baldassarre d'Anna (Ecce Homo) e Leonardo Corona (La Passione) impreziosiscono la parete di fondo col Ciclo della Passione, mentre opere di Palma il Giovane (Ciclo del Purgatorio, completato nel 1600) sono incastonate nei cassettoni del soffitto ligneo.
Nell'Aula sono presenti anche opere scultoree di Alessandro Vittoria (Busti).
Altre opere pittoriche seicentesche sono poste sopra gli ingressi: Il Figliol Prodigo e Il Buon Samaritano, tele di Antonio Zanchi.
Sala Tommaseo
La sala, ospitante anche i busti di Jacopo Bernardi e Daniele Manin, è dedicata a Nicolò Tommaseo. Anche qui le opere su tela da segnalare sono copiose: tranne Le due sibille del 1580 di Palma il Giovane e la settecentesca Cena a casa del Fariseo di Francesco Fontebasso, tutte sono del XVII secolo, opere di Antonio Zanchi (Giudizio Universale, la grande tela del soffitto, e Gesù che scaccia i mercanti dal Tempio), Bernardo Strozzi (David e Isaia), Ermanno Zerest (La resurrezione di Lazzaro) e Giovanni Segala (La guarigione dell'ossesso).
Biblioteca
Ambiente di grande valore anche quello della biblioteca, oltre che per i volumi conservati (oltre 50.000, tra cui rare edizione antiche di libri di medicina), per il patrimonio artistico: infatti nella sala lettura si possono ammirare San Giovanni Evangelista e San Marco, Apparizione della Vergine a San Girolamo e San Girolamo che riceve doni dai Mercanti di Jacopo Tintoretto, nonché Transito della Vergine, Assunzione, Visitazione, Adorazione dei Magi, Presentazione al Tempio, Fuga in Egitto, Cristo fra i Dottori e Battesimo di Cristo di Paolo Veronese e della sua scuola.